# Amphicteis hwanghaiensis
Amphicteis hwanghaiensis is een borstelworm uit de familie Ampharetidae. De wetenschappelijke naam van de soort werd voor het eerst geldig gepubliceerd in 2020 door Wang, Sui, Li, Hutchings en Nogueira